# Diospyros diepenhorstii
Diospyros diepenhorstii là một loài thực vật có hoa trong họ Thị. Loài này được Miq. mô tả khoa học đầu tiên năm 1861.